# 瀬戸恵子
瀬戸 恵子（せと けいこ〈本名同じ〉、1966年4月25日 - ）は、元タレント、女優。別名は、ねいちゃーけいこ、喜多恵子。静岡県熱海市出身。

## 来歴
- 中学2年生の時に『東京宝映（現：宝映テレビプロダクション）』に入所する[1][註 1]。15歳で単身上京。
- 1982年、昼ドラマ『燃える女（妻そして女シリーズ）』に子役として抜擢され、これが実質的な女優デビューとなった[1]。
- 以後、1983年に『おはようスタジオ』のレギュラーとなった他、1984年の『欽ちゃんのどこまでやるの!?』では、ミニドラマで斉藤清六と共演するなどタレントとしても活躍。しかし、1986年には芸能界から距離を置くことになる[註 2]。
- 1998年、女優再デビュー[2]。Vシネマ やセクシー系映画・ビデオに出演。誕生から半世紀以上になる日本の成人映画史上において、本名で出演を果たしたというのは極めて稀有な存在である。
- 2006年8月、思春期保健相談士（日本家族計画協会主催）習得をきっかけに活動休止を宣言。
- 2018年12月、12年間の充電休業を終え、生涯表現者として生きることを決意。
- 2025年4月8日【The Secret～Miracle Life Game】奇跡の検証人生ゲーム展開（天界）中

## 人物
- シンガーソングライターとしても活動。
- 日本共産党の候補者であった瀬戸恵子とは、同姓同名の別人である。